# Гучномовець

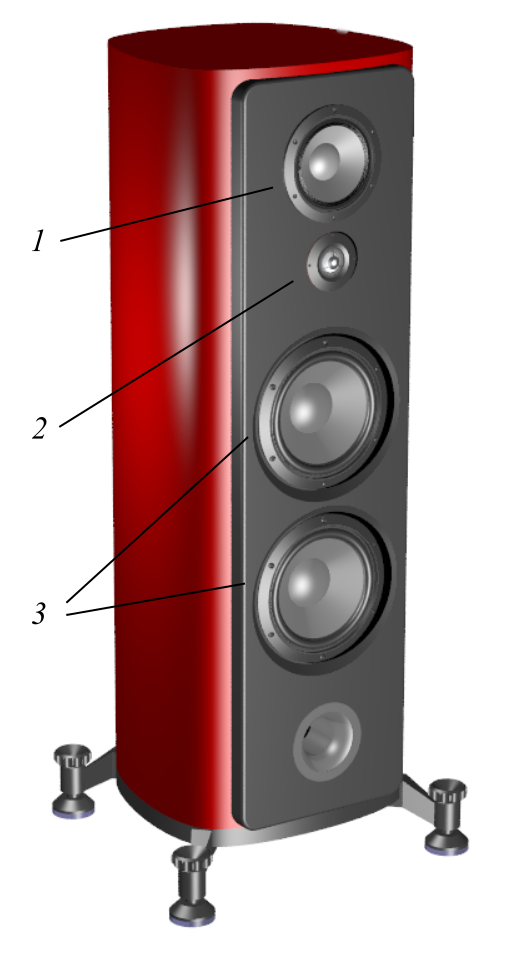
Hi-fi акустична система для домашнього використання з трьома типами динаміків: 1 — динамік середніх частот загального частотного діапазону, 2 — динамік високих частот і 3 — динамік низьких частот.

Гучномо́вець — пристрій для ефективного випромінювання звуку в навколишній простір, що конструктивно містить одну або декілька випромінюючих голівок і, при необхідності, акустичне оформлення і додаткові електричні пристрої (фільтри, трансформатори, регулятори тощо).
Голівка гучномовця — пасивний електроакустичний перетворювач, призначений для перетворення електричних сигналів в акустичні.
Акустичне оформлення — конструктивний елемент, що забезпечує ефективне випромінювання звуку (акустичний екран, ящик, рупор тощо).

## Види
Види гучномовців залежно від способу випромінювання звуку:
- Електродинамічний гучномовець
- Електростатичний гучномовець
  - конденсаторний гучномовець
  - електретний гучномовець
  - п'єзоелектричний гучномовець
- Електромагнітний гучномовець
- Іонофон
- Гучномовці на базі динамічних голівок спеціальних видів (магнепланарних, ізодинамічних, стрічкових, ортодинамічних, випромінювачах Гейла)

## Функціональні види гучномовців
- Акустична система — гучномовець, призначений для використання як функціональної ланки в побутовій радіоелектронній апаратурі, має високі характеристики звуковідтворення.
- Абонентський гучномовець — гучномовець, призначений для відтворення передач низькочастотного каналу мережі дротяного мовлення.

- Концертний гучномовець — має велику гучність у поєднанні з високою якістю звукопередачі
- Гучномовці для систем сповіщення і систем озвучування приміщень (гучномовці цих систем схожі за призначенням, дещо відрізняються гучністю і якістю звуковідтворення)
  - Настінний гучномовець
  - Стельовий гучномовець
  - Панельний гучномовець
- Вуличний гучномовець — має велику потужність, зазвичай, рупорне виконання, в просторіччі «дзвін»
- Спеціальні гучномовці для роботи в екстремальних умовах — протиударні, противибухові, підводні

## Класифікація за іншими ознаками
- Односмуговий гучномовець — гучномовець, голівки якого працюють в одному і тому ж діапазоні частот
- Багатосмуговий гучномовець — гучномовець, голівки якого працюють в двох або більше різних діапазонах частот
- Дифузорний гучномовець
- Рупорний гучномовець — гучномовець, акустичним оформленням якого є жорсткий рупор
- Гучномовець безпосереднього випромінювання

## Електродинамічний гучномовець
Електродинамічний гучномовець для перетворення електричних коливань у механічні використовує взаємодію магнітного поля постійного магніту зі струмом у рухомій котушці, що підключена до джерела електричних коливань. Котушка і жорстко пов'язана з нею діафрагма утворюють головку гучномовця.